# Socha Stigmatizace svatého Františka (Lysá nad Labem)
Socha stigmatizace svatého Františka  stojí na prostranství Na Františku v Lysé nad Labem, kde se křižují ulice U Braňky, Vodákova a Tyršova. Jedná se o barokní pískovcové sochařské dílo z 1. poloviny 18. století, pocházející z dílny neznámého autora, které je od 31. prosince 1965 kulturní památkou a leží v městské památkové zóně.

## Historie a popis
Pískovcová socha je umístěná na hranolovém podstavci s dvoustupňovým soklem, profilovaném římsou. Zobrazuje ánfas klečícího svatého Františka Serafínského se stigmaty na rukou, nohou a boku, v póze s mírně pokrčenýma rozpřaženýma rukama, doleva stočeným trupem a hlavnou obrácenou vzhůru k nebesům. Světec je oděn do mnišského šatu, jenž je v pase dvojitě ovázaný provazem. Za pasem má figura růženec s lebkou umístěnou do vrcholu kříže. U nohou světce spočívá na oblaku ložená hlava andělíčka. Socha, obrácená severním směrem ke kostelu Narození svatého Jana Křtitele, je datována kolem roku 1710.
Socha prošla rekonstrukčními zásahy v letech 1968, 2001, 2012 a 2020. V roce 2013 bylo upraveno její bezprostřední okolí.

## Galerie

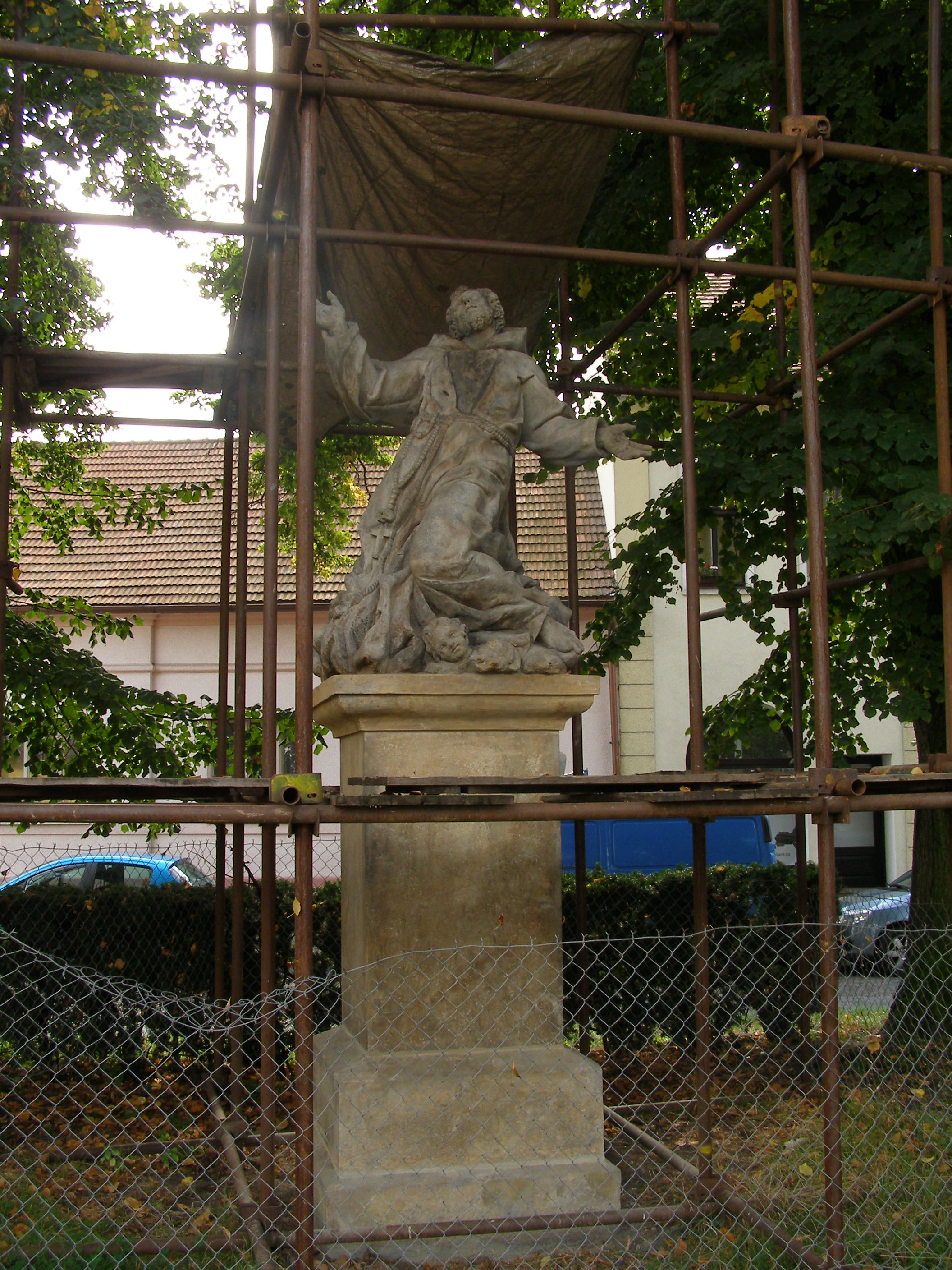
Rekonstrukce v roce 2012
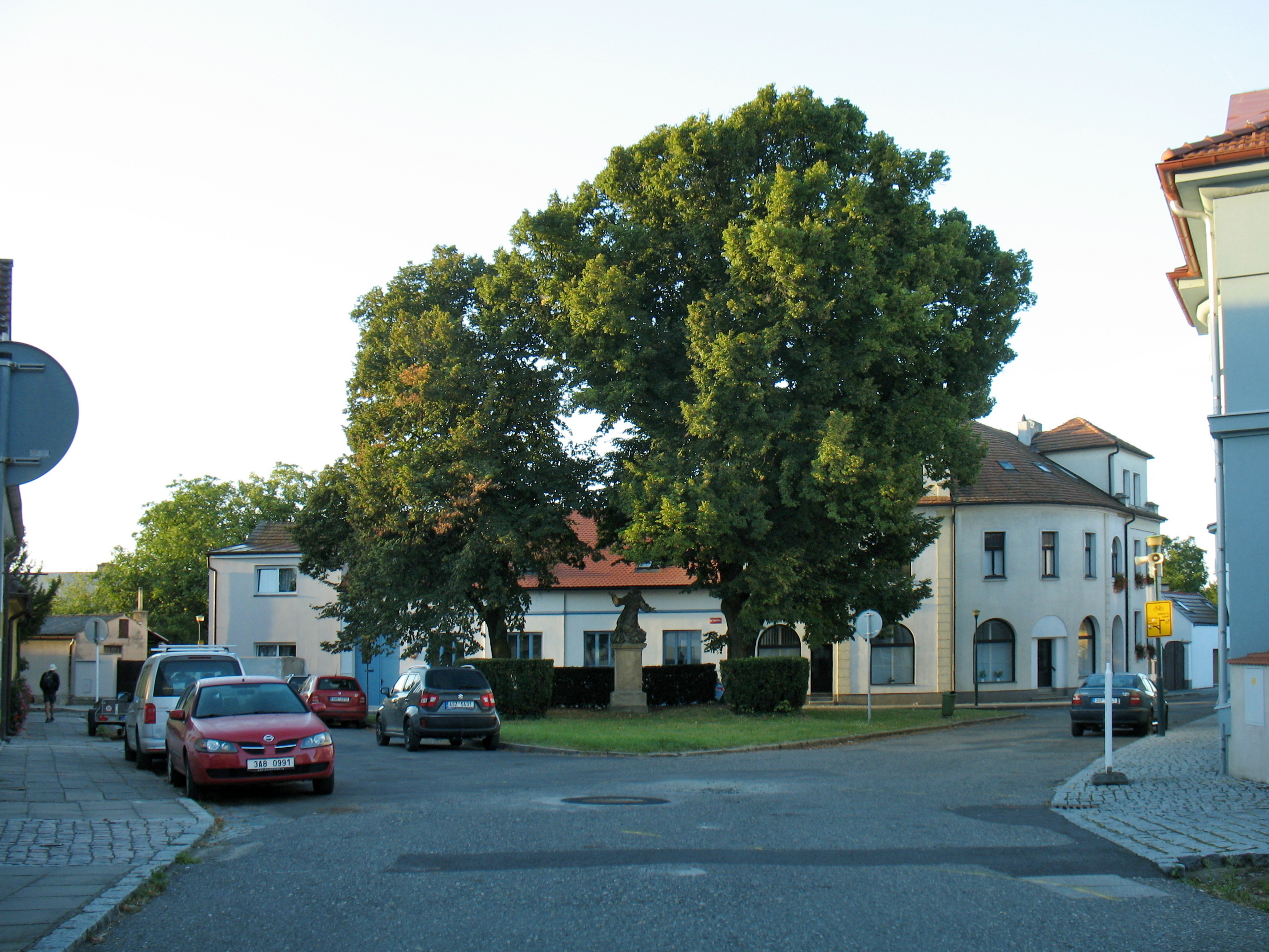
Prostranství Na Františku